# Matteo Lolletti
Matteo Lolletti (Forlimpopoli, 6 giugno 1973) è un regista, sceneggiatore e produttore cinematografico italiano.

## Biografia
Al suo esordio nel documentario vince, nel 2009, il Premio Ilaria Alpi con Libertà in esilio, documentario scritto e diretto nel 2008 con Lisa Tormena.
A seguito del successo del documentario, acquistato e trasmesso anche da RaiTre, fonda a Forlì - insieme a Lisa Tormena - la cooperativa di comunicazione e produzione cinematografica Sunset, con la quale realizza, scrive e produce numerosi documentari e, al 2020, un film di fiction distribuito nei cinema italiani e trasmesso in prima assoluta da Sky Cinema 2.
Nel 2009, sempre con Lisa Tormena, scrive e dirige il documentario Il giorno in cui la notte scese due volte, con cui è invitato al Festival Internazionale del Giornalismo di Perugia del 2011. L'anno dopo, dirige, sempre con Lisa Tormena che ne firma anche la scrittura insieme a Claudia Vincenzi, La prigione invisibile, in concorso nella sezione Visioni Doc di Visioni Italiane.
Con il saggista cinematografico Michelangelo Pasini, pubblica, nel 2011, Purezza e Castità. Il cinema del Dogma 95: Lars von Trier e gli altri e Storie di fantasmi. Il nuovo horror orientale, entrambi editi da Foschi Editore. Sempre nel 2011 firma come autore, per la regia di Lisa Tormena, il documentario Licenziata, vincitore del Premio alla Regia allo Zonta Film Festival e del Premio come miglior documentario di cortometraggio allo SguardiALtrove Film Festival di Milano. Dello stesso anno è la realizzazione come produttore di Aicha è tornata, per la regia di Lisa Tormena e Juan Martin Baigorria, scritto da Gaia Vianello e vincitore di numerosi premi tra cui la menzione speciale al Premio Libero Bizzarri e il Premio al Miglior Documentario del Festival Italiano del Cinema Sociale nel 2011.
Nel 2012 scrive e dirige, insieme a Lisa Tormena, il documentario Dalle onde del mondo, documentario dedicato ai profughi provenienti dalla Libia. Nello stesso anno scrive un saggio su L'inferno è per gli eroi, film di Donald Siegel, per un volume collettivo dedicato al regista americano, Il cinema di Don Siegel, curato da Fabio Zanello ed edito da Il Foglio Letterario.
L'anno successivo è direttore della fotografia per il documentario This is Not Paradise, regia di Lisa Tormena e Gaia Vianello, girato a Beirut nell’estate del 2013, selezionato in concorso in numerosi festival internazionali.
Nel 2015 è produttore per Syrian Edge di Lisa Tormena e Juan Martin Baigorria, documentario girato nella Valle della Bekaa con la Ong GVC, selezionato come film d'apertura della Terra di tutti Film Festival del 2015. Nello stesso anno diventa docente di Teoria e tecnica di produzione audiovisiva per il Corso di laurea magistrale in Mass Media e Politica della Scuola di Scienze Politiche dell'Università di Bologna, sede di Forlì.
Due anni dopo è di nuovo produttore e assistente al montaggio per Les amoureux des bancs publics - la rue qui résiste avec l'art di Gaia Vianello e Juan Martin Baigorria, girato in Tunisia. Sempre nel 2017 firma la regia di Romagna - Terra del buon vivere, video realizzato per il marketing territoriale.
Nel 2018 è autore e regista del documentario Welcome to Chatila Beach, girato nel campo profughi di Beirut e in Italia e proiettato in anteprima mondiale al Meet the Docs! Film Fest del 2018.
Nel 2019 esce nei cinema il film Solo cose belle, lungometraggio indipendente diretto da Kristian Gianfreda, prodotto e distribuito da Sunset e Coffee Time Film, per il quale Lolletti cura la sceneggiatura - insieme allo stesso regista e a Filippo Brambilla, Marco Brambini, Andrea Calaresi, Susanna Ciucci e Andrea Valagussa - e la consulenza alla regia. Nel primo weekend di programmazione, spinto da buone recensioni della stampa nazionale e dal passaparola, il film raggiunge il 18º posto della classifica di incassi italiana, pur uscendo in un numero limitato di sale e con una distribuzione indipendente.

## Filmografia parziale

### Regista
- Libertà in esilio (2008)
- Il giorno in cui la notte scese due volte (2009)
- La prigione invisibile (2010)
- Dalle onde del mondo (2013)
- Welcome to Chatila Beach (2018)

### Produttore
- Solo cose belle, regia di Kristian Gianfreda (2019)

### Sceneggiatore
- Solo cose belle, regia di Kristian Gianfreda (2019)

### Fotografo
- Licenziata!, regia di Lisa Tormena (2011)